# Northern Star (Lied)
Northern Star (englisch für „Nördlicher Stern“) ist ein Lied der britischen Sängerin Melanie C aus dem Jahr 1999.

## Entstehung und Veröffentlichung
Northern Star wurde von der Interpretin selbst, gemeinsam mit Rick Nowels, geschrieben und komponiert. Für die Produktion zeichnete Marius de Vries verantwortlich.
Das Lied erschien erstmals am 18. Oktober 1999 als Teil von Melanis Cs gleichnamigen Debütalbums. Einen Monat später erschien es als zweite Singleauskopplung daraus am 15. November 1999.

## Musikvideo
Das dazugehörige Musikvideo erschien ebenfalls 1999 und entstand unter der Regie von Steven Green. Bis Mai 2023 zählte es über 1,6 Millionen Aufrufe bei YouTube.

## Rezeption

### Charts und Chartplatzierungen
| ChartsChartplatzierungen     | Höchstplatzierung | Wochen |
| ---------------------------- | ----------------- | ------ |
| Deutschland (GfK)            | 50 (9 Wo.)        | 9      |
| Schweiz (IFPI)               | 75 (6 Wo.)        | 6      |
| Vereinigtes Königreich (OCC) | 4 (14 Wo.)        | 14     |

| ChartsJahrescharts (1999)    | Platzierung |
| ---------------------------- | ----------- |
| Vereinigtes Königreich (OCC) | 98          |

### Auszeichnungen für Musikverkäufe
| Land/Region                  | Auszeichnungen für Musikverkäufe (Land/Region, Auszeichnung, Verkäufe) | Verkäufe |
| ---------------------------- | ---------------------------------------------------------------------- | -------- |
| Schweden (IFPI)              | Gold                                                                   | 15.000   |
| Vereinigtes Königreich (BPI) | Silber                                                                 | 200.000  |
| Insgesamt                    | 1× Silber · 1× Gold ·                                                  | 215.000  |